# Sibila de Normandía
Sibila de Normandía (1092-12 o 13 de julio de 1122) fue reina consorte de Escocia debido a su matrimonio con Alejandro I.
Sibila era la hija mayor de Enrique I de Inglaterra y su amante Lady Sibila Corbet de Alcester (n. 1077 en Alcester, Warwickshire, m. después de 1157). Su abuelo materno fue Roberto Corbet de Alcester. Nació alrededor del año 1092 en Domfront, Normandía.
Alrededor del año 1107 ella se casó con Alejandro I, rey de Escocia, pero no tuvieron hijos. Falleció el 12 o el 13 de julio de 1122, en la pequeña isla de Eilean nam Ban (Eilean nan Bannoamh: «Isla de las santas») en Loch Tay, y Alejandro fundó un priorato en la isla en memoria suya. Fue enterrada en la abadía de Dunfermline, Fife.